# Ceroplastes diospyros
Ceroplastes diospyros är en insektsart som beskrevs av Hempel 1928. Ceroplastes diospyros ingår i släktet Ceroplastes och familjen skålsköldlöss. Inga underarter finns listade i Catalogue of Life.